# 蘇惠思
蘇惠思，JP（1974年3月22日—），香港公務員，現任香港駐粵經濟貿易辦事處主任。她在1996年從香港中文大學聯合書院畢業，取得工商管理學學士學位，並隨即在同年7月加入港英政府任職政務主任。她自2017年起出任民航處副處長，在2019年晉升首長級乙級政務官並在同年8月獲委任為官守太平紳士。她在任內提出立法規管無人載具，最終她在2022年規管生效後才卸任副處長。她在2022年12月6日起出任香港駐粵經濟貿易辦事處主任。在任內，她以粵港澳大灣區融合、吸納人才和推廣香港旅遊等為工作重點。